# Chövsgöl
För andra betydelser, se Chövsgöl (olika betydelser).

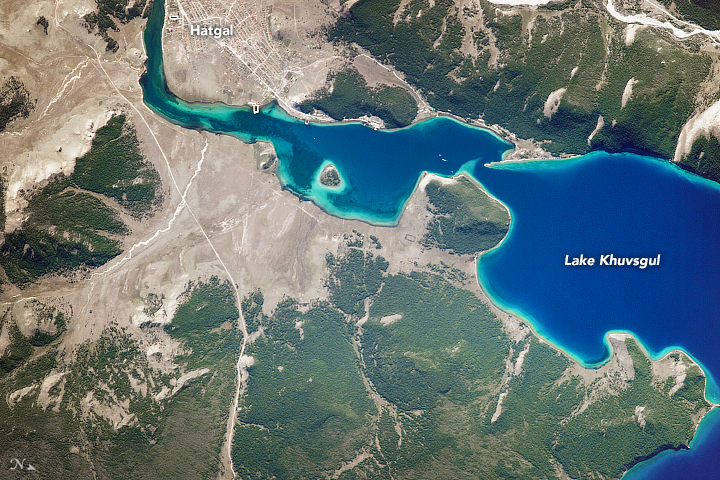
Den södra delen av sjön sedd från Internationella rymdstationen 2017. Norr är ungefär till höger på bilden

Chövsgöl (Хөвсгөл; även Hobso Gol, med flera andra stavningar) är en 2 620 km² stor sjö i provinsen Chövsgöl i nordvästra Mongoliet, nära gränsen till Ryssland, vid foten  vid foten av östra Sayanbergen. I sjöns södra ände ligger orten Khatgal och i dess norra Hanch. Just nordväst om sjöns norra spets ligger berget Munku-Sardyk på gränsen mot Ryssland. 
Sjön är 1 645 meter över havet, 136 kilometer lång och 262 meter djup. Den är den näst näst största insjön i Mongoliet och rymmer nästan 70 % av landets sötvatten och 0,4 % av allt sötvatten i världen.
Det finns en ungefär elliptisk ö mitt i sjön, som på engelska heter Wooden Boy Island. Den mäter 3 kilometer i östlig-västlig riktning och 2 kilometer i nordlig-sydlig riktning. Ön ligger cirka 11 km från sjöns östra strand och 50 km norr om staden Khatgal.

## Ekologisk betydelse
Chövsgöl är en av sjutton äldsta sjöarna i världen, mer än 2 miljoner år gammal, och den mest orörda (bortsett från Vostoksjön), och den är Mongoliets mest betydande dricksvattenreserv. Dess vatten är drickbart utan någon behandling. Chövsgöl är en ultraoligotrof sjö med låga halter av näringsämnen, primär produktivitet och mycket klart vatten (secchidjup > 18 meter är vanliga). Chövsgöls fiskbestånd är artfattigt jämfört med Bajkalsjön. Arter av kommersiellt intresse och rekreationsintresse är abborre (Perca fluviatilis), lake (Lota lota), Brachymystax (Brachymystax lenok) och den hotade endemiska Chövsgöl-harren (Thymallus nigrescens). Även om Chövsgöl-harren hotas av tjuvfiske under leken, är den fortfarande riklig i stora delar av sjön.

## Etymologi och translitterationer
Namnet Chövsgöl kommer från turkiska ord för "Khob Su Kol, betyder sjö med stort vatten".  Göl är det turkiska och mongoliska ordet för "sjö". Det finns ett antal olika transkriptionsvarianter, beroende på om det kyrilliska "х" är translittererat till "h" eller "kh", eller om "ө" är translittererat till "ö", "o" eller "u". Transkriptioner från namnet i den klassiska mongoliska skriften, som Hubsugul, Khubsugul etc. kan också ses.

## Världsarvsstatus
Den 1 augusti 2012 sattes sjön upp på Mongoliets tentativa världsarvslista.